# Reichskriegsflagge

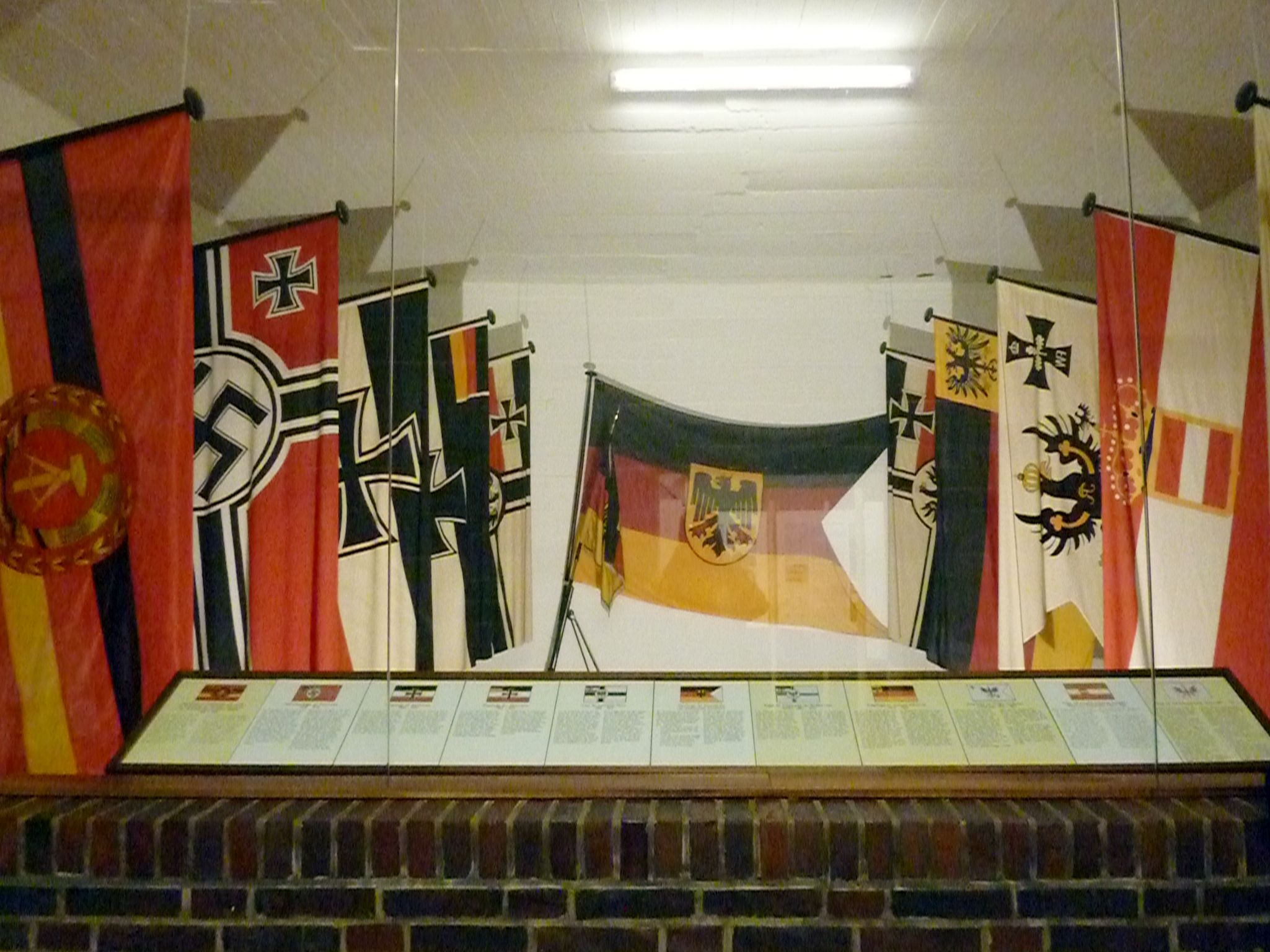
Insignias de guerra alemanas, prusianas y austriacas, incluidas las llamadas "Reichskriegsflagge"

La Bandera Imperial de Guerra o Bandera de Guerra del Reich (en alemán: Reichskriegsflagge) se refiere a varias enseñas usadas por las fuerzas armadas de Alemania entre 1867 y 1945.
Hoy en día, el término se refiere habitualmente a la bandera de 1871 a 1918 del Imperio alemán

## Banderas históricas

Bandera de guerra de la Confederación Germánica 1848-1852
Bandera Imperial 1867-1871 y pabellón de guerra 1871-1892 (Reichskriegsflagge)
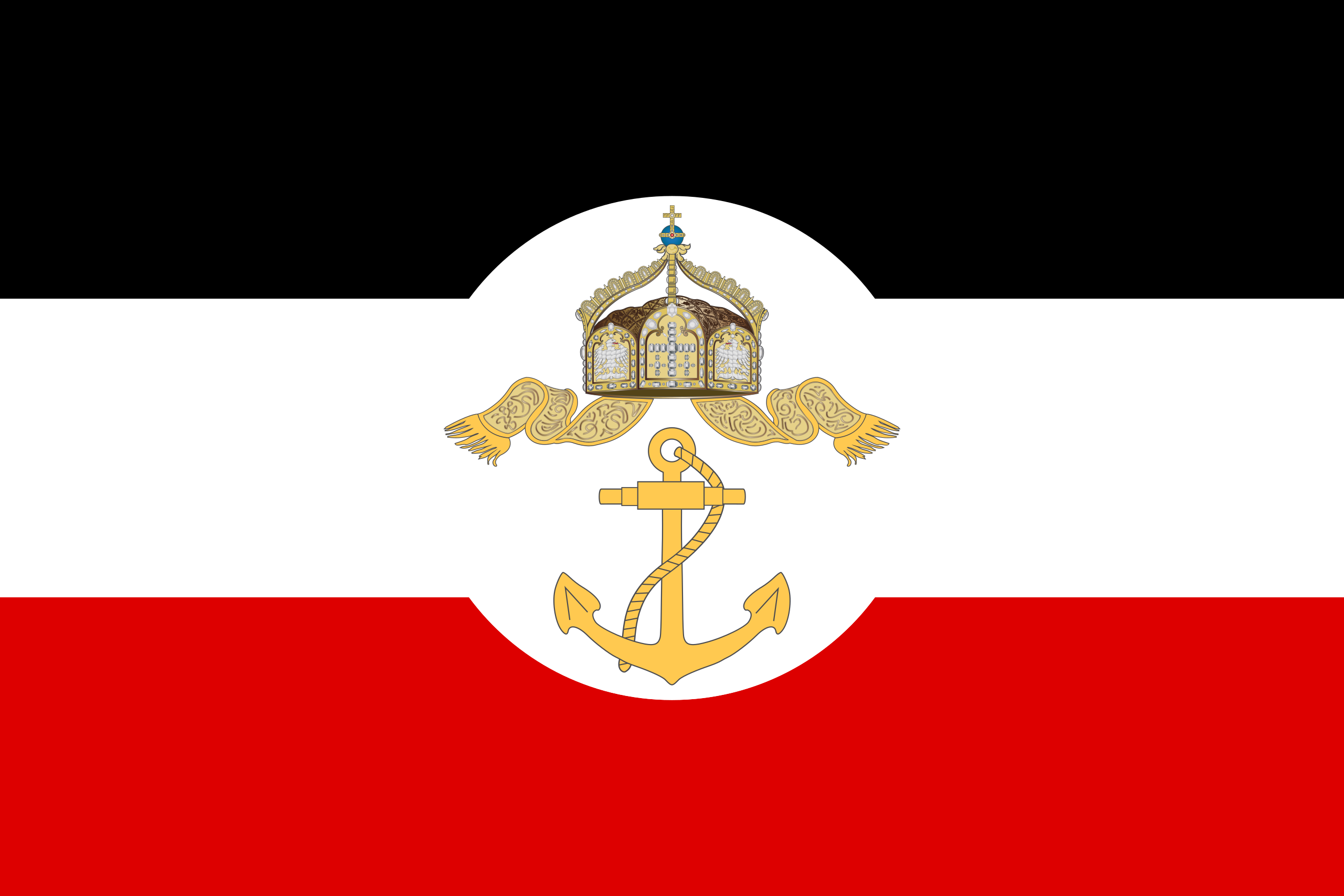
Bandera de la Oficina Naval del Imperio Alemán (1889–1918)
Pabellón de guerra 1892-1903
Pabellón de guerra 1903-1919
Pabellón de guerra 1921-33
Pabellón de guerra 1933-35
Pabellón de guerra 1935-38
Pabellón de guerra 1938-45